# Stefan von Kéler
Stefan von Kéler (* 15. April 1897 in Brody; † 4. Dezember 1967 in Berlin) war ein polnisch-deutscher Entomologe.

## Leben
Stefan von Kéler wurde in der galizischen Kleinstadt Brody geboren, die damals zur Österreichisch-Ungarischen Monarchie gehörte und die überwiegend deutschsprachig war. Er war der Sohn des Finanzbeamten Alfred Ferdinand von Kéler und dessen Frau Aniela geborene von Papée.
Kéler studierte an der Universität für Bodenkultur Wien und an der Forstlichen Hochschule Lwów Forstwirtschaft und promovierte an der Adam-Mickiewicz-Universität Posen 1929 zum Dr. phil. Nach Tätigkeiten auf dem Gebiet der angewandten Entomologie kam er nach dem Zweiten Weltkrieg nach Berlin an das Zoologische Museum der Humboldt-Universität Berlin, wo er sich voll und ganz den Kieferläusen (Mallophaga) widmen konnte.
Kéler veröffentlichte, anfangs in polnischer und englischer, später meist in deutscher Sprache, viele Fachartikel und Bücher, hauptsächlich über Mallophagen. Sehr bekannt wurde er durch sein Wörterbuch der Entomologie. Aufgrund des internationalen Interesses an diesem Buch plante Kéler auch eine englische Ausgabe, die er jedoch nicht mehr fertigstellen konnte. Die Deutsche Entomologische Gesellschaft verlieh ihm 1965 die Fabricius-Medaille.